# 金環三結
| 姓名         | 金環三結   |
| 出身地       | -          |
| 職官         | 第一洞元帥 |
| 陣営・所属等 | 孟獲       |
| 家族・一族   | -          |

金環三結（きんかんさんけつ）は、中国の通俗歴史小説『三国演義』に登場する架空の武将。諸葛亮の南征において、南蛮王孟獲配下の三洞元帥として登場する。管轄は第一洞。南蛮攻略のため侵攻してきた蜀の諸葛亮を迎撃するため、他の三洞元帥阿会喃、董荼那と共に出陣する。しかし、趙雲の夜襲を受け、一騎討ちを演じるが、一突きで馬から突き落とされ、首級を獲られてしまう。

　柿沼陽平は、木鹿大王・金環三結・兀突骨・董荼那・阿会喃・朶思大王・鄂煥などの南蛮武将に関する記載が元末以前にまったくみえないこと、『三国志演義』の諸版本には登場することをふまえ、木鹿大王・金環三結・兀突骨・董荼那・阿會喃・朶思大王・鄂煥は元末明初に羅貫中がつくりだした架空の人物であると指摘する。また清・曹掄彬『（乾隆）雅州府志』（乾隆四年刊本）に、清代に金環三結の子孫を名乗る人びとがいたとしるされている点を指摘した。